# Томск-II
Томск II — железнодорожная станция Кузбасского региона Западно-Сибирской железной дороги. Находится на территории Октябрьского района города Томска.

## Описание

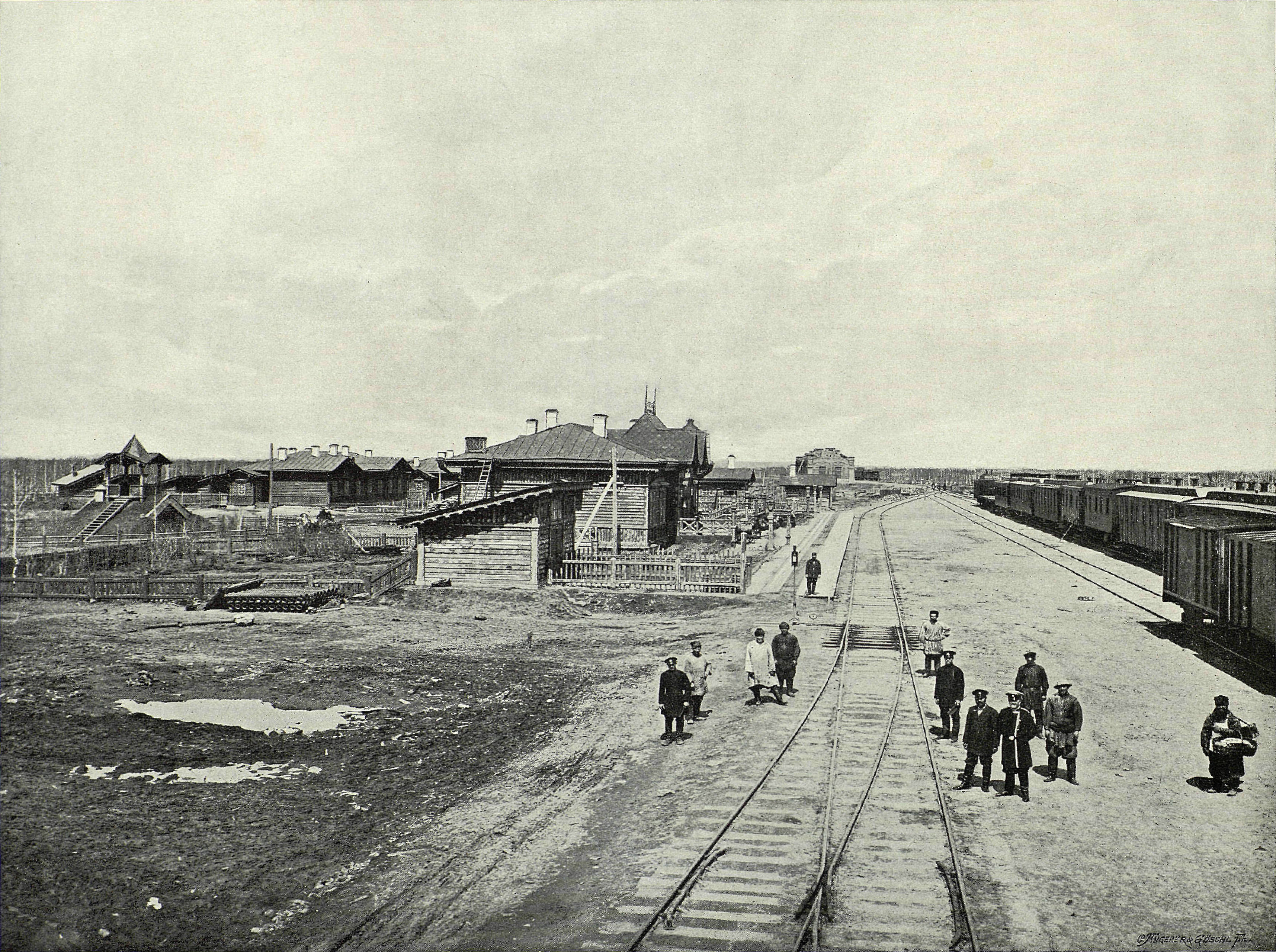
Фотография станции Томск в книге 1899 года

Станция Томск построена при строительстве Томской ветви Средне-Сибирской железной дороги Великого Сибирского пути на 82-й версте от Тайги и 1636-й версте от Челябинска, в 2 верстах от тогдашних границ города Томска. В 1898 году станция относилась к III классу, принято и отправлено было около 50 000 тонн грузов, в том числе отправлено более 4500 тонн пшеничной муки.
После строительства Томской ветви станция была главными железнодорожными воротами города. Со временем большинство пассажиров стало предпочитать ей станцию Межениновка, которая находилась ближе к центру города, поэтому в 1909 году Томская городская дума приняла решение переименовать станцию Межениновка в Томск-I, а станцию Томск — в станцию Томск-II.
На станции находятся филиал локомотивного депо, вагонное депо.
От Томска-II отходят ветви на Томск-Грузовой и Северск, а также подъездной путь к заводу «Сибкабель».
Ранее, до закрытия трамвайного маршрута № 2, действовал полноценный гейт с железной дороги на трамвайную систему Томска. По нему доставляли новые вагоны в депо города.

## Вокзал
Современный кирпичный вокзал был построен в 1997 году на месте старого деревянного, который проработал почти 100 лет. Новый вокзал долгое время оставался краснокирпичным, затем красился в красный цвет прямо по кирпичам. Примерно в 2014 году был оштукатурен и покрашен в жёлтый цвет.

## Пассажирское сообщение

### Пригородного следования

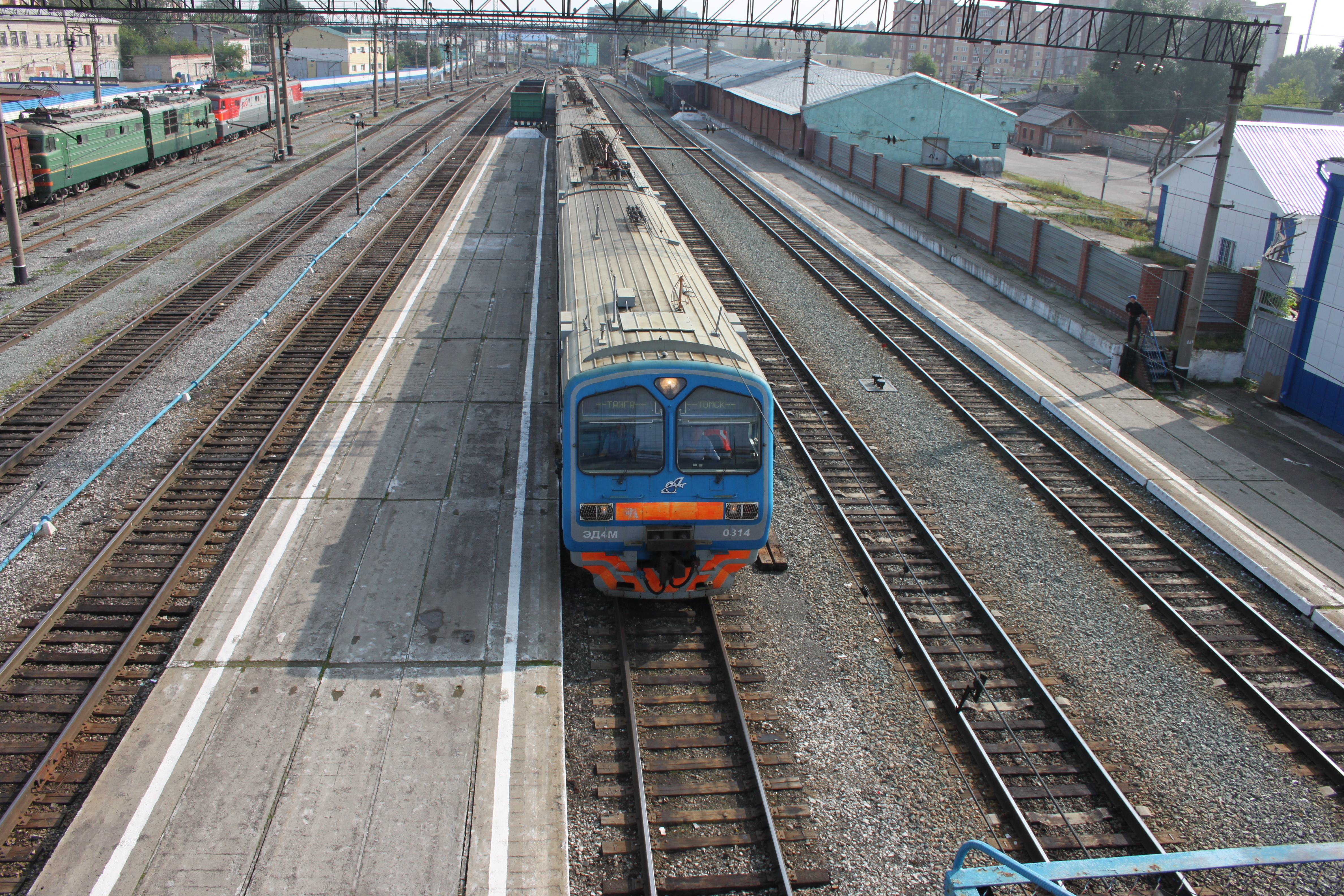
Электропоезд ЭД4М на станции Томск II, вид с надземного пешеходного перехода

| № поезда    | Маршрут движения   | № поезда    | Маршрут движения   |
| ----------- | ------------------ | ----------- | ------------------ |
| Пригородный | Томск — Тайга      | Пригородный | Тайга — Томск      |
| Пригородный | Томск — Басандайка | Пригородный | Басандайка — Томск |
| Пригородный | Томск — Асино      | Пригородный | Асино — Томск      |

### Дальнего следования
| № поезда   | Маршрут движения    | № поезда   | Маршрут движения    |
| ---------- | ------------------- | ---------- | ------------------- |
| 37 «Томич» | Томск — Москва      | 38 «Томич» | Москва — Томск      |
| 115        | Томск — Адлер       | 116        | Адлер — Томск       |
| 141        | Томск — Новосибирск | 142        | Новосибирск — Томск |
| 115        | Томск — Адлер       | 116        | Адлер — Томск       |
| 203        | Томск — Анапа       | 204        | Анапа — Томск       |
| 363        | Томск — Караганды   | 392        | Караганды — Томск   |
| 391        | Томск — Риддер      | 392        | Риддер — Томск      |
| 601        | Томск — Бийск       | 602        | Бийск — Томск       |
| 609        | Томск — Новокузнецк | 610        | Новокузнецк — Томск |
| 635        | Белый Яр — Томск    | 636        | Томск — Белый Яр    |
| 869        | Томск — Новосибирск | 870        | Новосибирск — Томск |